# The Spirit
The Spirit es una serie de historieta creada por Will Eisner en 1940 y publicada originalmente en el suplemento dominical de algunos periódicos de Estados Unidos. El grueso de la obra suele incluirse en el género negro y policíaco, aunque las tramas pueden mezclar comedia, costumbrismo, escenas románticas y de aventuras, con lo que presentan giros inusuales para cualquiera de estos géneros. 
The Spirit narra las aventuras de un vigilante enmascarado que lucha contra el crimen con la bendición del comisario de policía de la ciudad, Dolan, un viejo amigo. A pesar del origen del Spirit como el detective/criminólogo Denny Colt, su verdadera identidad rara vez se mencionó después de su primera aparición, y a todos los efectos era simplemente «The Spirit». Las historias se presentan en una amplia variedad de estilos, desde el drama criminal directo y el noir hasta la aventura ligera, desde el misterio y el terror hasta la comedia y las historias de amor, a menudo con elementos híbridos que jugaban con el género y con las expectativas de los lectores. 
Cada historia, de siete páginas y normalmente autoconclusivas, muestra además un gran repertorio de estilos, técnicas y convenciones narrativas, especialmente evidente en las viñetas de presentación, que constituyen todavía hoy «paradigmas de composición de página, plenas de expresividad e impacto visual». Su tratamiento gráfico es producto de «una mezcla absolutamente personal e intransferible, a medias entre el humorismo y el terror».
Todas esas razones convierten a esta obra en una de las más influyentes en la historia del medio.

## Trayectoria editorial
A finales de 1939, Everett M. «Busy» Arnold, editor de Quality Comics era consciente de que los periódicos se disponían a afrontar la competencia que suponía la aparición de los comic books, por lo que preparó una presentación a base de material de su editorial para expandir su línea de negocio a los suplementos dominicales de los periódicos. A uno de los editores del The Washington Star le gustó The Clock de George Brenner, pero no su dibujo; también se mostró interesado en una tira de Lou Fine. Arnold, preocupado por la capacidad de Fine de realizar entregas periódicas debido a su meticulosidad, dijo que era obra de Eisner, que por aquel entonces era jefe de Fine en el estudio Eisner & Iger.
Al final de 1939, «justo antes de la época de Navidad [como recuerda Eisner] Arnold vino a mi y me dijo que el Sunday Newspapers estaba buscando una manera de involucrarse en este boom del comic book». 
La nueva serie «me dio una audiencia adulta [dijo Eisner en 1997] y quise comenzar a escribir mejores cosas que superhéroes. Los cómic eran un gueto. Vendí parte de la empresa a mi asociado y comencé. Querían un personaje heroico, un personaje disfrazado. Me preguntaron si él tenía un traje. Y le puse una máscara y les dije: "Sí, él tiene un disfraz"».
Cada historieta encabezaba un comic book de tamaño tabloide, de 16 páginas, que se vendía como suplemento de hasta 20 periódicos dominicales con una tirada de cinco millones de copias. «La Sección Spirit», como se llamaba coloquialmente, se estrenó el 2 de junio de 1940 y continuó hasta el 5 de octubre de 1952. Generalmente incluía otras dos historietas de 4 páginas (inicialmente Mr. Mystic y Lady Luck), y más material de relleno. Eisner trabajó como editor, pero también escribió y dibujó la mayoría de las historietas de The Spirit — normalmente, tras los primeros meses, con «negros» no acreditados como colaboradores, como el escritor Jules Feiffer y los dibujantes Jack Cole y Wally Wood, aunque con la singular visión de Eisner del personaje como factor de unión. La lista de tales colaboradores es amplísima:
- Asistentes artísticos: Bob Powell (1940), Dave Berg (backgrounds, 1940-1941), Tex Blaisdell (1940-41), Fred Kida (1941), Alexander Kostuk también conocido como Alex Koster (1941-1943), Jack Cole (1942-43), Alexander Kostuk también conocido como Alex Koster (1941-43), Jack Keller (backgrounds, 1943), Jules Feiffer (1946-1947), Manny Stallman (1947-1949), Andre LeBlanc (1950), Al Wenzel (1952)

- Entintado: Alex Kotzky (1941-43), John Belfi (1942-43), Don Komisarow (1943), Robin King (¿?), Joe Kubert (1943-1944), Jerry Grandenetti, (1948-1951), Jim Dixon (1950-51), Don Perlin (1951)

- Rotulación: Martin De Muth, Abe Kanegson, Sam Schwartz (1951), Ben Oda (1951)

- Coloreado: Jules Feiffer, Chris Christiansen (1951)

- Dibujantes sin acreditar: Lou Fine and Jack Cole (1942-45), Jerry Grandenetti (1951), Wally Wood (1952)

- Guionistas sin acreditar: Toni Blum (1942), Jack Cole (?), Manly Wade Wellman y William Woolfolk (1942-45), Klaus Nordling (1946, 1951), Marilyn Mercer (1946), Abe Kanegson (1950), Jules Feiffer (1951-52)

Se publicaron reimpresiones de las aventuras de Spirits en Quality Comics y Fiction House, poco después de su debut en periódicos. Y antes de su terminación, empezaron ya a publicarse en otros países:
- Argentina: Aventuras (1947), renombrado como Lince.[10]
- España: Publicaciones Ibero Americanas (1948), Ediciones De Haro (1950), etc.[11]

Warren Publishing lanzó en 1974 una revista del mismo título.
Durante 1996 y 1997, Kitchen Sink publicó una serie de historias originales. Esta edición contó con colaboraciones como las de Alan Moore, Dave Gibbons, Paul Chadwick, Neil Gaiman, Joe R. Lansdale o Paul Pope.
A mediados de los años 2000, DC Comics comenzó una reimpresión cronológica en tapa dura, en formato 20×25 cm, menor que el de otras editoriales; finalmente se terminó esta reedición en junio de 2009.

### The Spirit en España
En 1948 se editan por primera vez las historias de The Spirit por la editorial Publicaciones Ibero-Americanas de Barcelona. 6 cuadernos de 12 páginas de 25 x 18 cm. con interior en blanco y negro y cubiertas en color. Es la primera traducción en España de las historietas de The Spirit, directamente desde los suplementos periódicos titulados Comic Book Section en los EE UU.
En 1950 Ediciones De Haro publica Spirit de justicia, 4 cuadernos con interior en blanco y negro y cubiertas en color de 25 x 17 cm. Traducción de algunas entregas de la publicación Comic Book Section servida a una veintena de diarios estadounidenses por la agencia Register and Tribune Syndicate.
En 1973 la Editorial Buru Lan de San Sebastián publica la revista El Globo. Se trata de una revista de y sobre tebeos en cuyos números se publicaron 12 episodios además de una par de artículos. El orden de los episodios no fue cronológico, no llevaron título y en pocas ocasiones aparece indicado el año de publicación original o alguna referencia que pudiera orientar a conocer tal circunstancia.
La primera aproximación seria al personaje vendrá 1975, cuando Garbo Editorial de Barcelona publica la revista Spirit (1975-1978). Se trataba de cuadernos verticales de tamaño 28 x 21 cm. y 68 páginas (salvo los cuatro últimos de 44 págs.). En ellos se publicó la traducción del material que estaba editando la editorial americana Warren. En los 30 números que duró la colección se publicaron unos 200 episodios del personaje a razón de 6-7 por número, tanto en blanco y negro como una historieta en color de 8 págs. que sólo faltó en los últimos cuatro números. Las historias no aparecen en orden cronológico y ni siquiera siguen el orden de la publicación americana. A partir del número 16 se reducen las historietas de The Spirit y se publican otras de aventuras y espionaje realizadas por autores españoles para los mercados europeos, obras de Leopoldo Sánchez, Font, Badía Romero y otros.
En 1979 Toutain publica la historieta The invader en su Almanaque 1980 de la revista 1984. A partir de 1980 publica 32 historietas, diez de ellas en color,  en la revista Ilustración Cómic Internacional. En la publicación de carácter teórico Espíritu de los Comics (1981) se reproducen 6 episodios en blanco y negro. En la Historia de los Cómics (1982) encontramos, además del apartado correspondiente a Eisner, el episodio Life below.
En el nº 3 de la revista Gimlet (1981) de Graffiti Ediciones se reproduce un episodio ya publicado anteriormente por Garbo.
En la revista Cimoc publicada por Norma Editorial aparecen entre 1987 y 1990 9 episodios tanto en blanco y negro como color, siendo cinco de ellas de extensión estándar (7 págs.) y el resto historias cortas. La colección Cimoc Extra Color dedica cinco de sus álbumes a "The Spirit" (# 32. ¿Quién mató a Cox Robin?, # 43. Misión París, # 50. Spirit 50 Aniversario. Un hombre llamado Denny Colt, # 58. ¡Bienvenido a casa Ebony! y # 83. La fortuna de los Portier.), que incluyen unos 6-8 episodios.
La Editorial Nueva Frontera publica en su revista Totem Calibre 38, por primera vez en España, siete relatos procedentes de la tira diaria de THE SPIRIT, la cual se publicó en la prensa norteamericana, de lunes a sábados, entre el 13 de octubre de 1941 y el 11 de marzo de 1944. Totem Calibre 38 cubrió el período comprendido desde el comienzo de la tira hasta el 8 de agosto de 1942 y del 2 de noviembre al 12 de diciembre de 1942, distribuyendo los sucesivos episodios sin seguir su orden cronológico.
También publicó alguna historieta El Tebeo (1988) suplemento dominical del diario catalán El Periódico.
Entre 1988 y 1995 Norma Editorial publicó mensualmente la revista monográfica The Spirit constituida por 76 números ordinarios y 12 variantes, con un tamaño algo inferior al comic book original (24 x 16.5 cm [1-12]; 26 x 17 cm [13-76]; 23.5 x 16.5 cm [Variantes: 1-3]; y 25.5 x 17 cm [Variantes: 4-12]). Cada número contenía cuatro episodios de 7 págs. en blanco y negro). Estos episodios, servidos cronológicamente pues seguían la edición de Kitchen Sink de los años noventa, se corresponden con las historias que Eisner dibujó a partir de diciembre de 1946. En los primeros números, en las contracubiertas del cuaderno, se incluían artículos y comentarios sobre los personajes o el autor. Algunos de estos artículos se utilizaron también en los álbumes del personaje publicados en color dentro de la colección Cimoc Extra Color de la misma editorial. A partir del nº 7, se incluye una sección de noticias con el nombre de “The Spirit News”. Asimismo, en la página 32, última del cuaderno, se incluía una sección de correo del lector con el nombre “The Spirit Mail”. A partir del número 13, aumenta la altura del cuaderno a 26 cm y a 16,8 cm el ancho del mismo. Estos cuadernos se volvieron a distribuir retapados en dos ocasiones conservando las cubiertas originales, en la primera los tomos eran de cuatro cuadernos, mientras que en la segunda se agruparon seis cuadernos en cada tomo y se vendieron con la denominación de Super The Spirit.
En 1988-1989 apareció alguna historia del personaje en los complementos de los periódicos El País y Diario16.
En 1999 Norma Editorial publica The Spirit. Las nuevas aventuras, cuatro tebeos encuadernados en rústica, el formato popularmente conocido como ‘prestigio’, donde recopilaba la serie norteamericana de ocho números publicada por Kitchen Sink en 1998, Will Eisner’s The Spirit: The New Adventures. En esta serie, realizada con la aprobación de Will Eisner, distintos autores aportaban su versión particular del personaje. Entre los más de treinta autores que participan, se podrían destacar: Alan Moore, Dave Gibbons, Neil Gaiman, Moebius, Kurt Busiek, John Wagner, Paul Chadwick, Daniel Torres o Mike Alred. Además, se incluyen varias páginas dibujadas por Eisner. 
Y llegamos ya a la que podemos considerar la edición "definitiva" de The Espirit. Norma Editorial publica Los archivos de The Spirit, una edición cronológica de todos los episodios realizados por Will Eisner.

## Argumento

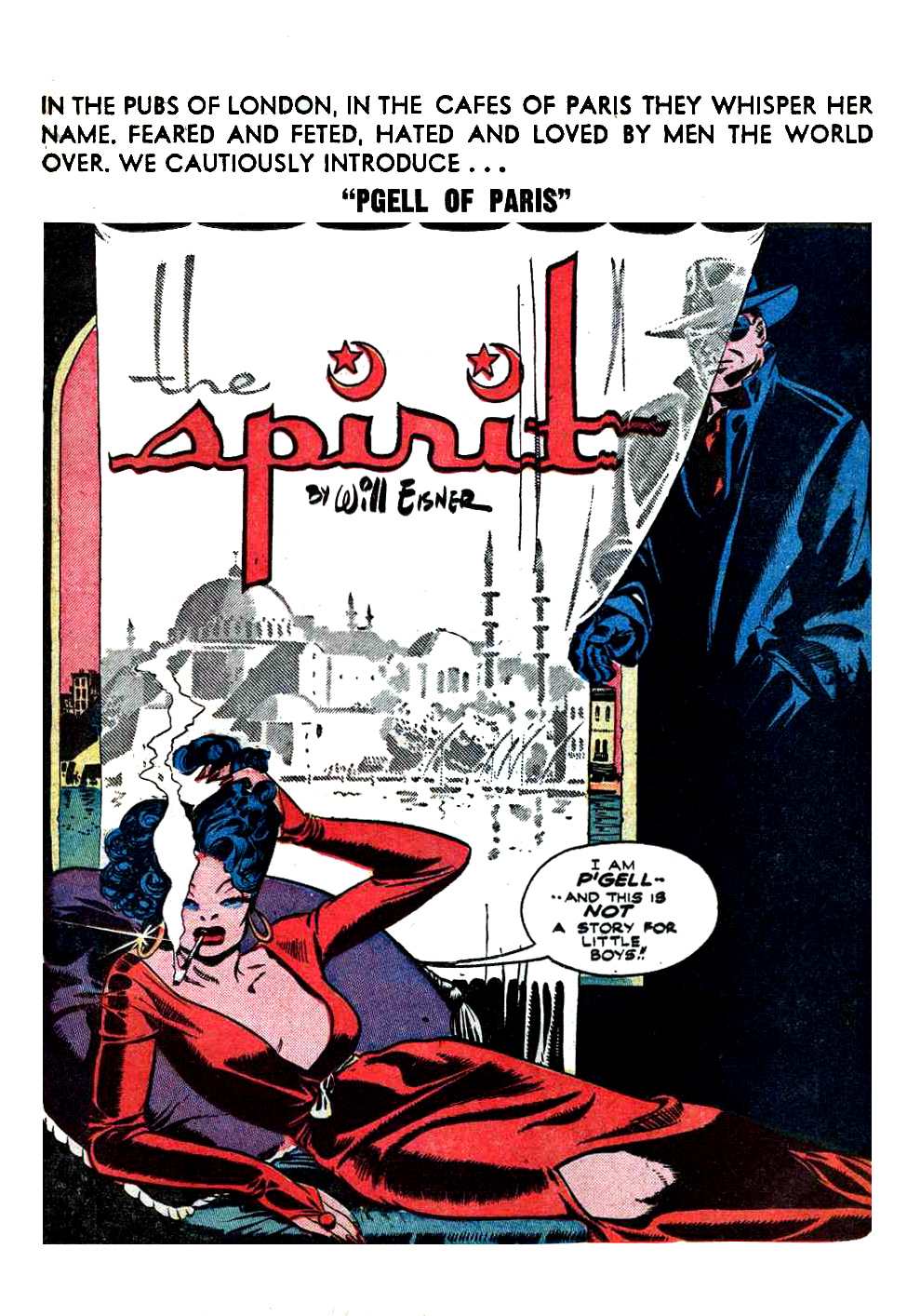
The Spirit y P'Gell.

El cómic narra las aventuras de un justiciero enmascarado, Denny Colt, que lucha contra el crimen bajo el alias The Spirit. Presuntamente fallecido durante las tres primeras páginas del cómic de debut, Colt revela a su amigo, el comisario Dolan de la central de Policía de la Ciudad de Central City, que en el pasado había quedado en un estado de animación suspendida provocado por uno de los experimentos del Dr. Cobra. Cuando Colt despertó en Wildwood, estableció allí su base y, utilizando su nuevo anonimato, comenzó una vida de lucha contra el crimen usando tan solo un pequeño antifaz, traje de negocios, sombrero fedora y guantes a juego. The Spirit administra justicia y financia sus aventuras con las recompensas por la captura de villanos.
Eisner ha sido criticado frecuentemente por la manera cómo ilustró al personaje de Ebony White, el ayudante negro del Spirit. El nombre del personaje es un juego de palabras (en español, literalmente, Ébano Blanco), y es descrito como de corta estatura y exagerados rasgos faciales, que incluyen grandes ojos blancos y gruesos labios rosados, prejuicios raciales de la época contra los negros. Eisner admitió haber estereotipado al personaje de manera consciente, aunque de forma «responsable». En su defensa citaba las diferencias culturales de la época. A lo largo del tiempo el personaje fue progresando, dejando atrás el estereotipo. También se introdujeron otros personajes negros que huían de dichos estereotipos, como el detective Grey.
Otra constante de la serie es el amor entre The Spirit y Ellen Dolan, la enérgica y protofeminista hija del Comisario Dolan; a veces, enturbiado por la aparición de hermosas pero mortales femmes fatales (especialmente P'Gell). Entre los villanos de la serie destaca también el Octopus (un cerebro psicópata criminal nunca visto salvo por sus inconfundibles guantes violeta).
Hay que resaltar finalmente que sus aventuras han llevado a The Spirit por todo el mundo, así como sus historias anuales navideñas, llamadas «Christmas Spirit» (juego de palabras que puede traducirse como «Espíritu navideño»).

## Legado
Aparte de su influencia estilística en multitud de autores, The Spirit supuso, en palabras, de Salvador Vázquez de Parga:
[...] una ruptura con las coordenadas convencionales y una aproximación al auténtico género negro con la práctica de una especie de realismo simbólico que combinaba elementos claramente folletinescos con un estimulante sentido del humor, para plasmar, con la mano segura de su creador Will Eisner, la inquietante preponderancia de la ciudad.
En este sentido, sus guiones entroncan con los «clásicos del género policíaco (Hammett, Chandler) y con las novelas populares de los años treinta, La Sombra y Doc Savage».
Los personajes e historias presentadas en Masked Man, publicado por Eclipse Comics, fueron muy similares al trabajo de Will Eisner.[cita requerida]
Midnight de Jack Cole, concebido como un simple sustituto del original durante el alistamiento de Eisner, llegó a protagonizar sus propias revistas.[cita requerida]
Michael T. Gilbert creó una versión «funny animal» titulada The Wraith.[cita requerida]
El personaje creado por Steve Ditko, La Pregunta, comparte mucho del tono de visión urbana del trabajo de Eisner, así como el personaje creado por Alan Moore para Watchmen, el antihéroe Rorschach.[cita requerida]

## Adaptaciones a otros medios
El 31 de julio de 1987, se estrenó en Estados Unidos la serie de televisión The Spirit, adaptación escrita por Steve E. De Souza, y dirigida por Michael Schults, con actuación de Sam J. Jones, Nana Visitor y Bumper Robinson, entre otros. 
El 25 de diciembre de 2008 se estrenó en Estados Unidos la adaptación fílmica de la serie, escrita y dirigida por Frank Miller y con Gabriel Macht, Eva Mendes, Sarah Paulson, Dan Lauria, Paz Vega, Jaime King, Scarlett Johansson, y Samuel L. Jackson en los papeles principales. OddLot y Lionsgate produjeron la película. No fue un gran éxito, y el 14 de abril de 2009 se editó en DVD y Blu-ray.[cita requerida]

## Bibliografía

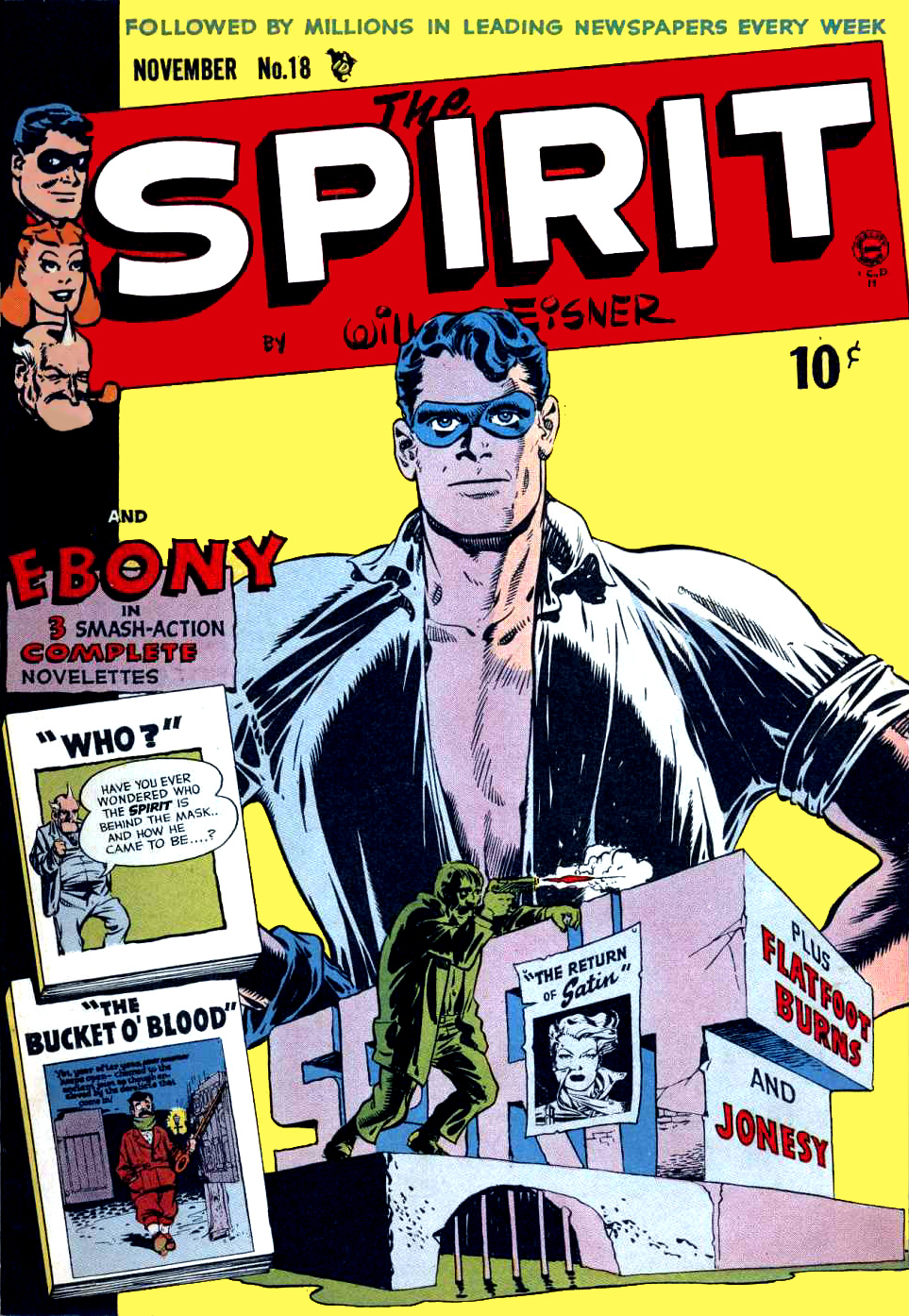
The Spirit, Quality Comics, 1949.

## Álbumes
- Will Eisner Color Treasury (1981, Kitchen Sink) (ISBN 0-87816-006-X)
- Spirit Color Album (1981, Kitchen Sink) (ISBN 0-87816-002-7)
- Spirit Color Album, v2 (1983, Kitchen Sink) (ISBN 0-87816-010-8)
- Spirit Color Album, v3 (1983, Kitchen Sink) (ISBN 0-87816-011-6)
- Art of Will Eisner (1989 2nd ed, Kitchen Sink) (ISBN 0-87816-076-0)
- Outer Space Spirit (1989 Kitchen Sink) (ISBN 0-87816-012-4)
- Christmas Spirit (1995 Kitchen Sink) (ISBN 0-87816-309-3)
- Spirit Casebook (199x Kitchen Sink) (ISBN 0-87816-094-9)
- All About P'Gell: Spirit Casebook II (1998 Kitchen Sink) (ISBN 0-87816-492-8)
- The Spirit Archives: (DC Comics)
  - Volúmenes 1 (2000) (ISBN 1-56389-673-7) hasta el 26 (2009)
- The Best of The Spirit (2005 DC Comics) (ISBN 1-4012-0755-3)
- Will Eisner: A Spirited Life (2005 M Press/Dark Horse) (ISBN 1-59582-011-6)